# The Homesteader
Pour plus de détails, voir Fiche technique et Distribution.
The Homesteader est un « race film » muet américain en noir et blanc du réalisateur afro-américain Oscar Micheaux sorti en 1919. Le film est considéré comme perdu.

## Synopsis
Jean Baptiste, un fermier noir du Dakota est amoureux d'Agnès, la fille d'un colon blanc écossais.

## Fiche technique
- Titre : The Homesteader
- Réalisation : Oscar Micheaux

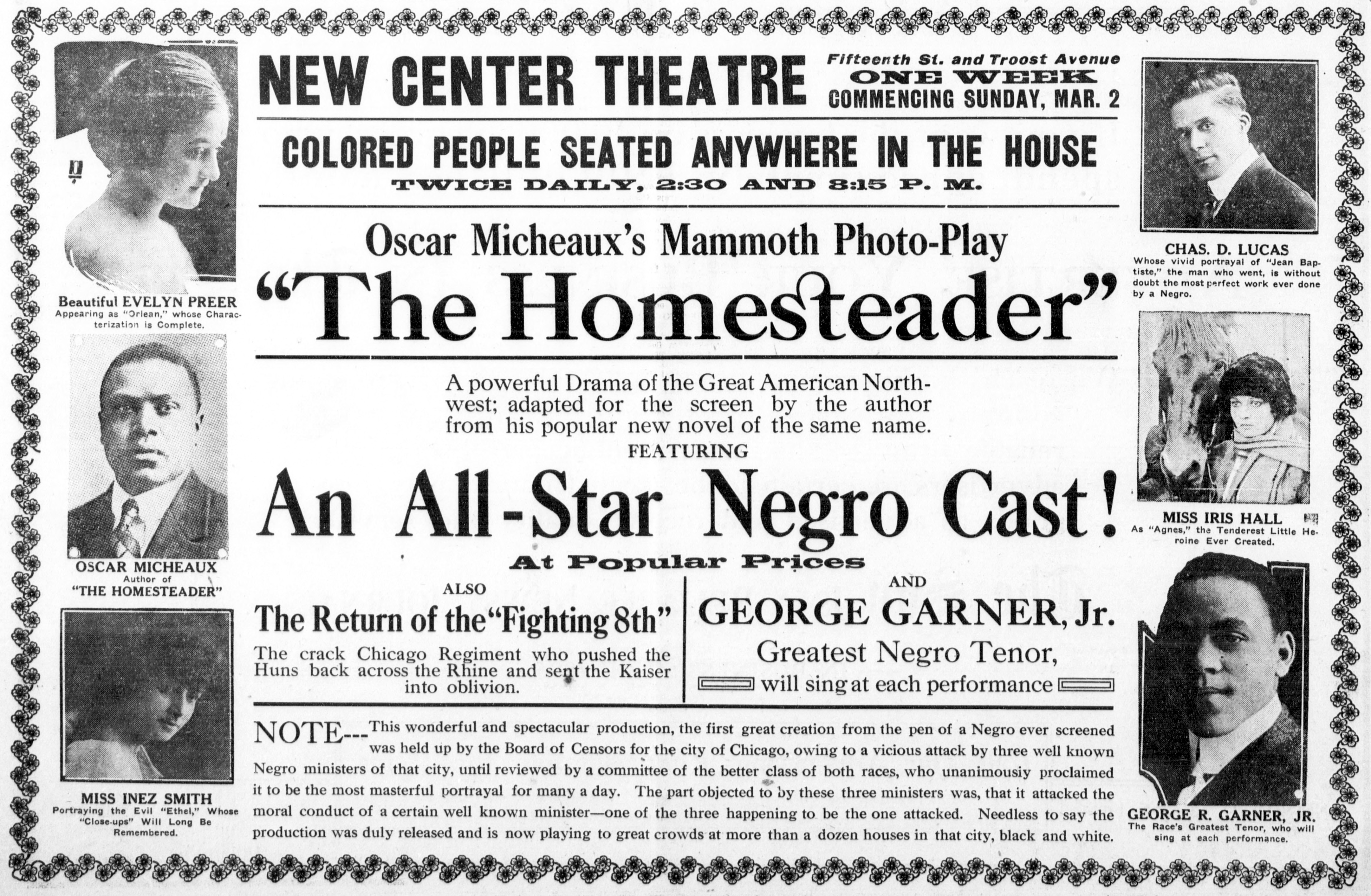
The Homesteader, publicité parue dans un journal américain

- Scénario : Oscar Micheaux, d'après son roman
- Producteur : Oscar Micheaux
- Distribution : Micheaux Book & Film Company
- Pays de production :  États-Unis
- Format : Noir et blanc - Muet
- Genre : Film dramatique
- Dates de sortie : 
  - États-Unis : mars 1919

## Distribution
- Charles Lucas : Jean Baptiste
- Evelyn Preer : Orleans
- Iris Hall : Agnes
- Charles S. Moore : Jack Stewart
- Inez Smith : Ethel
- Vernon S. Duncan : McCarthy
- Trevy Woods : Glavis: le mari d'Ethel
- William George : l'amoureux blanc d'Agnes

## Commentaires
The Homesteader est le premier film jamais réalisé par un Noir. Il est basé sur le quatrième roman de Micheaux, The Conquest, publié en 1912. 